# Marija Šestić
Marija Šestić (in lingua serba Марија Шестић; Banja Luka, 5 maggio 1987) è una cantante bosniaca.
Nel 2005 si classifica quarta nelle selezioni nazionali per l'accesso all'Eurovision mentre nel 2007, aggiudicandosi le competizione nazionale, ha rappresentato la Bosnia ed Erzegovina all'Eurovision Song Contest 2007 tenutosi ad Helsinki con la canzone Rijeka bez imena, ottenendo un successo internazionale.

## Riconoscimenti
- Young Talents Festival di Zenica, in Bosnia ed Erzegovina: 1º posto
- St George's Day Festival a Banja Luka, Republika Srpska, Bosnia ed Erzegovina: 3º posto nel 1995 e 1º posto nel 1996
- Banja Luka international pop music festival a Banja Luka, Republika Srpska, Bosnia and Herzegovina premio come Best Newcomer Award nel 2003
- The Golden Star international festival a Bucarest, Romania, 1º posto per il Prize for Performance nel 2004